# Alan King
Irwin Alan Kniberg, bekannter unter dem Künstlernamen Alan King (* 25. Dezember 1927 in New York; † 9. Mai 2004 ebenda), war ein US-amerikanischer Komödiant und Schauspieler.

## Leben
Alan King war das jüngste mehrerer Kinder von Minnie, geb. Solomon, und Bernard Kniberg  und verbrachte einen Teil seiner Kindheit in der Lower East Side New Yorks, bis seine Familie nach Brooklyn zog. 
King brach die Schule ab, um sein komödiantisches Talent zu schulen. Zu dieser Zeit arbeitete er vor allem in Nachtclubs. Seine Karriere begann nach Auftritten in Shows von Ed Sullivan, Perry Como und Garry Moore. In seinen Vorstellungen behandelte er oft das Leben in den Vorstädten. Der Philanthrop Alan King schrieb außerdem einige Bücher, produzierte Filme und war auch häufig als Schauspieler zu sehen. In Martin Scorseses Gangsterfilm Casino verkörperte er 1995 die Rolle des Andy Stone, der auf der realen Person Allen Dorfman basiert.
King, der sein Leben lang Zigarren rauchte, starb am 9. Mai 2004 im Alter von 76 Jahren in einem Manhattaner Krankenhaus an den Folgen von Lungenkrebs.

## Filmografie (Auswahl)
- 1955: In Frisco vor Anker (Hit the Deck)
- 1956: Playboy – Marsch, marsch! (The Girl He Left Behind)
- 1957: Ein Leben im Rausch (The Helen Morgan Story)
- 1961: Das Schlitzohr (On the Fiddle)
- 1968: Bye Bye Braverman
- 1971: Der Anderson-Clan (The Anderson Tapes)
- 1977: Seventh Avenue – Straße der Mode (Seventh Avenue, Miniserie, 3 Folgen)
- 1980: Sag mir, was Du willst (Just Tell Me What You Want)
- 1981: Prince of the City
- 1982: Ich, der Richter (I, the Jury)
- 1982: Daddy! Daddy! Fünf Nervensägen und ein Vater (Author! Author!)
- 1983: Lovesick – Der liebeskranke Psychiater (Lovesick)
- 1985: Katzenauge (Cat’s Eye)
- 1988: Memories of Me
- 1989: Feinde – Die Geschichte einer Liebe (Enemies: A Love Story)
- 1990: Fegefeuer der Eitelkeiten (The Bonfire of the Vanities)
- 1991: Golden Girls (The Golden Girls, Fernsehserie, Folge 6x19 Die rasende Reporterin)
- 1992: Night and the City
- 1993: Law & Order (Fernsehserie, Folge 3x20 Der mißachtete Sohn)
- 1995: Der Infiltrator (The Infiltrator, Fernsehfilm)
- 1995: Casino
- 1995: Ein Engel für Sam (Dad, the Angel and Me, Fernsehfilm)
- 1998: Der tapfere kleine Toaster fliegt zum Mars (The Brave Little Toaster Goes to Mars, Sprechrolle)
- 1999: Chicago Hope – Endstation Hoffnung (Chicago Hope, Fernsehserie, Folge 5x15)
- 2000: Family Guy (Fernsehserie, Folge 2x16 Mord ohne Auftrag, Sprechrolle)
- 2001: Rush Hour 2
- 2002: Land des Sonnenscheins – Sunshine State (Sunshine State)
- 2004: Mind the Gap